# Pomp and Circumstance
Pomp and Circumstance, op. 39, è il titolo di una serie di marce per orchestra composte da Edward Elgar. La prima e più conosciuta fu composta nel 1901 a Londra; altre quattro adattamenti furono scritte tra il 1901 e il 1930; una sesta, rimasta allo stato di bozza, fu elaborata dal compositore inglese Anthony Payne nel 2006.

## Le marce
- Marcia n. 1 in re maggiore (1901)
- Marcia n. 2 in la minore (1901)
- Marcia n. 3 in do minore (1904)
- Marcia n. 4 in sol maggiore (1907)
- Marcia n. 5 in do maggiore (1930)
- Marcia n. 6 (soltanto abbozzata, elaborata da Anthony Payne nel 2006)

La prima marcia è la più celebre, in particolare il trio.
- Negli Stati Uniti, viene tradizionalmente suonata nei college e nei licei durante la cerimonia di consegna delle lauree o dei diplomi.
- Nel Regno Unito è una canzone patriottica, cantata su parole di A. C. Benson col titolo di Land of Hope and Glory, ed è uno degli inni "non ufficiali" dell'Inghilterra (lo è stato per esempio ai Giochi del Commonwealth fino al 2006). Infatti God Save the King è l'inno di tutto il Regno Unito, non della sola Inghilterra.
- In Italia è diventata una canzone religiosa col titolo di Santa Chiesa di Dio, usata nelle chiese cattoliche.

Le prime cinque marce furono pubblicate da Boosey & Co. con il titolo di Elgar's Op. 39, e ognuna fu dedicata a un diverso amico di Elgar.

## Nella cultura di massa
Pomp and Circumstance appare in molti film, tra cui Arancia meccanica di Stanley Kubrick e il lungometraggio animato della Walt Disney Fantasia 2000. Compare anche nella serie televisiva animata Danger Mouse, del cartoonist Brian Cosgrove e nel video del brano Fallin Down degli Oasis.
Frank Zappa utilizzò la melodia del tema di Pomp and Circumstance per costruire un brevissimo frammento della suite Billy Mountain. Uno stralcio della marcia n.1 è presente anche nella canzone di Francesco Guccini Nostra signora dell'ipocrisia, dall'album Parnassius Guccinii (1993)
Pomp and Circumstance (Marcia n. 1) è molto nota anche nel mondo del wrestling professionistico essendo stata utilizzata da celebri lottatori come "Macho Man" Randy Savage e Gorgeous George come loro musica d'ingresso sul ring prima dei combattimenti.
Viene utilizzata nel noto quiz show di Canale 5 "Avanti un altro" per accogliere il nuovo campione in pectore.